# 24608 Alexveselkov
24608 Alexveselkov este un asteroid din centura principală de asteroizi.

## Descriere
24608 Alexveselkov este un asteroid din centura principală de asteroizi. A fost descoperit pe 18 septembrie 1977 la Observatorul de Astrofizică din Crimeea de Nikolai Cernîh. Asteroidul prezintă o orbită caracterizată de o semiaxă mare de 2,37 ua, o excentricitate de 0,23 și o înclinație de 2,7° în raport cu ecliptica.